# بورغ كريستنسن (لاعب كرة قدم)
بورغ كريستنسن (بالدنماركية: Børge Christensen)‏ هو لاعب كرة قدم دنماركي، ولد في 4 نوفمبر 1931 في كوبنهاغن في مملكة الدنمارك، وتوفي في 13 ديسمبر 2014.